# Stefan Seitz
Stefan Seitz (* 1944) ist ein deutscher Ethnologe. Er lehrte von 1980 bis 2010 als Professor für Ethnologie an der Albert-Ludwigs-Universität Freiburg.

## Leben
Stefan Seitz wuchs in Freiburg im Breisgau auf. Nach dem Abitur am humanistischen Berthold-Gymnasium 1965 studierte er Ethnologie, Geographie und Anthropologie in Freiburg und Hamburg. Er promovierte 1970 in Freiburg bei Rolf Herzog mit einer Dissertation über die Töpfer-Twa in Ruanda und habilitierte sich ebendort 1975 mit der Schrift über die zentralafrikanischen Wildbeuterkulturen. 1980 wurde Seitz Professor in an der Albert-Ludwigs-Universität Freiburg, eine Position, die er bis zu seiner Pensionierung im Jahr 2010 innehatte. 1983/84 lehrte er als Vertretungsprofessor an der Freien Universität Berlin. Er betreute eine große Zahl von Magisterarbeiten und Dissertationen. Zu seinen Schülern zählen  Andrea Bender, Andreas Gruschke, Peter Bräunlein, Michaela Haug, Andrea Lauser,  Roman Loimeier, Rita Schäfer, Judith Schlehe, Michael Schönhuth, Susanne Von der Heide und Ulrich Demmer.

## Feldforschungen
Seine Feldforschungen führten ihn in den 1960er und 70er Jahren nach Zentral- und Ostafrika, später in das insulare Südostasien, insbesondere nach Borneo und auf die Philippinen. Er befasste sich mit Transformationsprozessen in Wildbeutergesellschaften (Twa in Rwanda, Barhwa im Ost-Kongo, Punan in Sarawak und Brunei, Batak in Palawan, Aeta in Zambales), mit der Umstellung auf permanente Sesshaftigkeit und der Akzeptanz agrarischer Produktionsformen, mit dem Ressourcenmanagement und den sozioökonomischen Konsequenzen in indigenen Agrargesellschaften (u. a. Pokomo in Kenia, Iban in Sarawak) sowie mit Überlebensstrategien zur Katastrophenbewältigung in marginalen Gesellschaften (Aeta in Zambales).

## Schriften (Auswahl)
- Die Töpfer-Twa in Ruanda. Freiburg 1970.
- Ba-Twa. Les Pygmées potiers du Rwanda: d'après les sources missionnaires et coloniales, 1892-1962. Brentzinger, Colmar. 2004. (Übers. von P. Erny). ISBN 978-2-84960-316-1.
- Die zentralafrikanischen Wildbeuterkulturen. Wiesbaden 1977, ISBN 3-515-02666-5.
- Pygmées d'Afrique Centrale. Paris 1993 (Übersetzung von L. Bouquiaux u. G. Lex).
- Die Aeta am Vulkan Pinatubo. Katastrophenbewältigung in einer marginalen Gesellschaft auf den Philippinen. Centaurus, Pfaffenweiler 1998. ISBN 978-3-8255-0220-1.
- The Aeta at the Mt. Pinatubo, Philippines. A Minority Group coping with Disasters. New Day, Quezon City. 2004 (Übers. von M. Bletzer) ISBN 978-971-10-1110-9.